# Delopterus basalis
Delopterus basalis är en fjärilsart som beskrevs av Antonius Johannes Theodorus Janse 1922. Delopterus basalis ingår i släktet Delopterus och familjen mott. Inga underarter finns listade i Catalogue of Life.